# Fathia Nkrumah
Helena Ritz Fathia Nkrumah (/ nərˈkrʊˈmɑːr / nər-KRUU-MAR) (ngày 22 tháng 2 năm 1932 - ngày 31 tháng 5 năm 2007); tên khai sinh là Fathia Halim Ritzk sinh ra; tiếng Ả Rập: فتحية حليم رزق), là một phụ nữ gốc Ai Cập, từng là Đệ nhất phu nhân Ghana sau khi quốc gia này giành được độc lập, với tư cách là phu nhân của Tổng thống đầu tiên Kwame Nkrumah.

## Thời niên thiếu
Fathia sinh ra trong một gia đình Cơ Đốc giáo Chính Thống giáo Copt tại Zeitoun, một khu phố thuộc thủ đô Cairo, Ai Cập. Cha bà là một viên chức làm việc tại công ty điện thoại Ai Cập và qua đời sớm. Sau đó, mẹ bà một mình nuôi năm người con, trong đó Fathia là con cả.
Sau khi hoàn tất chương trình trung học, nơi bà theo học tiếng Pháp, Fathia làm giáo viên tại trường cũ của mình – Notre Dame des Apôtres ở Zeitoun. Tuy nhiên, vì không hứng thú với nghề dạy học, bà chuyển sang làm việc tại một ngân hàng.

## Đời sống hôn nhân
Theo nhà báo Mỹ Frederick, người từng viết tiểu sử về bà vào năm 1967, Tổng thống Kwame Nkrumah đã nhờ bạn mình là Alhaji Saleh Said Sinare – một trong những người Hồi giáo Ghana đầu tiên du học tại Ai Cập – tìm giúp một người vợ theo đạo Cơ Đốc ở quốc gia này. Fathia là một trong năm phụ nữ được chọn, và Nkrumah đã quyết định cầu hôn bà.
Dù Fathia ngưỡng mộ Nkrumah – người được bà xem là một anh hùng chống thực dân giống như Tổng thống Ai Cập Gamal Abdel Nasser – nhưng mẹ bà đã phản đối cuộc hôn nhân vì không muốn một người con nữa rời bỏ đất nước, sau khi con trai bà lấy vợ người Anh và định cư ở nước ngoài. Dù không được mẹ chúc phúc, Fathia vẫn đến Ghana và kết hôn với Nkrumah vào đêm Giao thừa năm 1957 tại lâu đài Christianborg, Accra – đúng dịp Ghana giành độc lập.

## Thời kỳ lưu vong và cuộc sống sau này
Fathia trở thành mẹ của ba người con: Gamal Nkrumah (sinh năm 1958), Samia Nkrumah (1960) và Sékou Nkrumah (1964). Sau cuộc đảo chính quân sự lật đổ Tổng thống Nkrumah ngày 24 tháng 2 năm 1966, bà đưa các con trở về Cairo, trong khi chồng bà sống lưu vong tại Guinea.
Các con của Fathia sau này đều có sự nghiệp liên quan đến chính trị. Trong đó, Samia Nkrumah từng giữ chức Chủ tịch Đảng Nhân dân Quy ước (CPP) – chính đảng do cha bà sáng lập – từ năm 2011 đến 2015.

## Qua đời
Fathia Nkrumah qua đời ngày 31 tháng 5 năm 2007 tại Bệnh viện Badrawy ở Cairo sau một cơn đột quỵ, hưởng thọ 75 tuổi. Thánh lễ tang của bà được cử hành tại Nhà thờ Chính Thống giáo Coptic ở Cairo do Đức Giáo hoàng Shenouda III chủ trì vào ngày 1 tháng 6 năm 2007.
Thi hài của bà sau đó được đưa về Ghana để tổ chức quốc tang tại Tòa nhà Quốc hội, và theo di nguyện của bà, được an táng bên cạnh chồng tại Công viên Tưởng niệm Kwame Nkrumah ở Accra.

## Bên ngoài đường dẫn
- Hồ sơ của Hai, Ts (tháng chín năm 2000) Lưu trữ ngày 20 tháng 8 năm 2007 tại Wayback Machine
- Fathia thứ, Ts kente thiết kế Lưu trữ ngày 7 tháng 1 năm 2010 tại Wayback Machine
- Ảnh: Fathia với Tâm hội nghị và W. E. B. DuBois
- Hình ảnh từ đám tang của Fathia Lưu trữ ngày 16 tháng 11 năm 2007 tại Wayback Machine